# Lomaria nuda
Lomaria nuda là một loài thực vật có mạch trong họ Blechnaceae. Loài này được (R. Br.) Desv. mô tả khoa học đầu tiên năm 1827.